# Mordellistena attenuata
Mordellistena attenuata es una especie de coleópteros de la familia Mordellidae. Mide 5.2-5.3 mm.

## Distribución geográfica
Habita en el este de  Estados Unidos.